# 2013년 온두라스 대통령 선거
2013년 온두라스 대통령 선거는 2013년 11월 24일 온두라스에서 치러진 대통령 선거이다. 투표 결과, 여당의 후안 오를란도 에르난데스가 승리했다. 하지만 야당은 부정선거라고 주장하고 있다.

## 개요
이 선거에서 당선된 사람은 2014년 1월 27일 취임 후 2018년까지 대통령으로 재직하였다.
헌법상 대통령의 임기는 4년 단임이므로, 포르피리오 로보 소사는 재선할 수 없다.

## 후보
| 후보 이름                  | 정당         |
| -------------------------- | ------------ |
| 후안 오를란도 에르난데스   | 국민당       |
| 마우리시오 비예다          | 자유당       |
| 시오마라 카스트로          | 자유재조직당 |
| 로메오 바스케스 벨라스케스 | 애국동맹     |
| 안드레스 파본              | 통일민주당   |
| 오를레 솔리스              | 기독교민주당 |
| 살바도르 나스라야          | 반부패당     |
| 호르헤 아길라르 파레데스   | 혁신통일당   |

## 지지율
마누엘 셀라야 전 대통령의 부인인 시오마라 카스트로가 이 선거에 출마했는데, 여론 조사에서 선두를 달렸다.